# Distretto di Chenggong
Il distretto di Chenggong (呈贡区S, Chénggòng QūP) è un distretto della Cina, situato nella provincia di Yunnan e amministrato dalla prefettura di Kunming.